# Gallicolombe de Mindoro
Gallicolumba platenae
Espèce
Statut de conservation UICN

 CR C2a(i) : 
En danger critique
La Gallicolombe de Mindoro (Gallicolumba platenae) est une espèce d'oiseau appartenant à la famille des colombidés.

## Répartition
Elle est endémique des forêts pluviales de Mindoro (Philippines).

## Habitat
Elle est menacée par la perte de son habitat.